# Дориан, Арман
Арман Дориан (англ. Armand Dorian, родился в 1973 в Лос-Анджелесе) — американский учёный-медик армянского происхождения, врач-реаниматолог больницы Вердаго-Хиллс, медицинский консультант на телевидении, актёр, телеведущий, предприниматель.

## Биография

### Врач
Сын армянских эмигрантов, уроженец Лос-Анджелеса. В своём школьном классе на выпускном был известен как произносящий прощальную речь — «валедиктор» (англ. valedictorian). Окончил Калифорнийский университет Лос-Анджелеса, факультет биологии, получил степень доктора философии. Занимался исследованиями в области генетики человека и тропической биологии. Звание доктора медицинских наук получил в медицинской школе имени Джона А. Бёрнса при Гавайском университете, защитив диплом на тему применения альтернативной и голистической медицины. Дальнейшую практику он проходил по специальной программе для будущих врачей скорой помощи в госпиталях Вествуд и Олайв-Вью при Калифорнийском университете и вскоре стал партнёром Американского колледжа реаниматологов. Занял должность реаниматолога в больнице Вердаго-Хиллс, позднее занял в ней должности руководителя отдела продвижения и финансов

### Бизнесмен
На рынке энергетических напитков Дориан продвинул новый напиток «DOX Cardio Water», содержащий антиоксидант ресвератрол из красного вина. Также Дориан владеет сетью клиник первой помощи «Fastercare». Занимает должность директора реабилитационного центра «Superior Home Health Services Inc.». Два раза подряд выигрывал премию Home Care Elite Award.

### На телевидении
Арман Дориан известен как ведущий и медицинский консультант телешоу «Смертоносный воин», в котором он анализирует повреждения, наносимые холодным, метательным, огнестрельным и другими типами оружия. Исследования он проводит на манекенах из пенопласта или баллистического геля, а также на свиных и коровьих тушах.
В течение трёх сезонов он играл роль самого себя в документальном телесериале «Нерассказанные истории скорой помощи» (англ. Untold Stories of the ER), был приглашённой звездой в телесериале «Три реки». Снимался в документальных фильмах «Семь знаков апокалипсиса» (англ. The Seven Signs of the Apocalypse) и «Диагноз X» (англ. Diagnosis X). Занимал должность консультанта при телесериалах «Анатомия страсти», «Дни нашей жизни», «Скорая помощь» и «Хоторн».